# Bomba (película)
Bomba es una película de Suspenso dramático argentina de 2013 dirigida por Sergio Bizzio. Narra la historia de un joven que se sube a un taxi que resulta ser un coche bomba. Está protagonizada por Jorge Marrale y Alan Daicz. La película tuvo su estreno mundial el 17 de abril de 2013 durante el Buenos Aires Festival Internacional de Cine Independiente, mientras que su estreno comercial en las salas de cines de Argentina fue el 2 de mayo de 2013.

## Sinopsis
La historia sigue a Walter, un joven novelista gráfico que se sube a un taxi y descubre realmente que se trata de un vehículo que va lleno de explosivos, pero en ese momento se da cuenta de que es tarde para bajarse, ya que se convierte en un prisionero del conductor.

## Elenco
- Jorge Marrale como Walter, el chófer
- Alan Daicz como Walter Márquez
- Romina Gaetani como Laura
- Pablo Cedrón como Profesor de yoga
- Andrea Garrote como Mamá de Walter
- Guadalupe Docampo como Conie
- César Aira como Él mismo

## Recepción

### Comentarios de la crítica
La película recibió críticas positivas por parte de la prensa. Adolfo C. Martínez de La Nación destacó la actuación de Marrale que ofrece una «indudable autoridad»  y la de Daicz quien «aporta credibilidad» a su personaje. Diego Batlle de Otros cines expresó que la película es «una apuesta muy arriesgada y parcialmente lograda, siendo una verdadera rareza y bastante valiosa».
En una reseña para A sala llena, Matías Orta escribió «los personajes son interesantes y ricos; Jorge Marrale se luce en su papel y carga con casi todo el peso dramático; mientras que Alan Daicz está correcto». Horacio Bernades de Página 12 señaló que es «la película más clásica y prolija de Bizzio» por su fotografía, narrativa, planos y actuaciones.

### Premios y nominaciones
| Lista de premios y nominaciones | Lista de premios y nominaciones | Lista de premios y nominaciones | Lista de premios y nominaciones | Lista de premios y nominaciones | Lista de premios y nominaciones |
| Año                             | Organización                    | Categoría                       | Nominado/a(s)                   | Resultado                       | Ref(s)                          |
| ------------------------------- | ------------------------------- | ------------------------------- | ------------------------------- | ------------------------------- | ------------------------------- |
| 2014                            | Premios Cóndor de Plata         | Mejor actor                     | Jorge Marrale                   | Nominado                        | [ 10 ]                          |
| 2014                            | Premios Cóndor de Plata         | Revelación masculina            | Alan Daicz                      | Nominado                        | [ 10 ]                          |